# ムラウチ

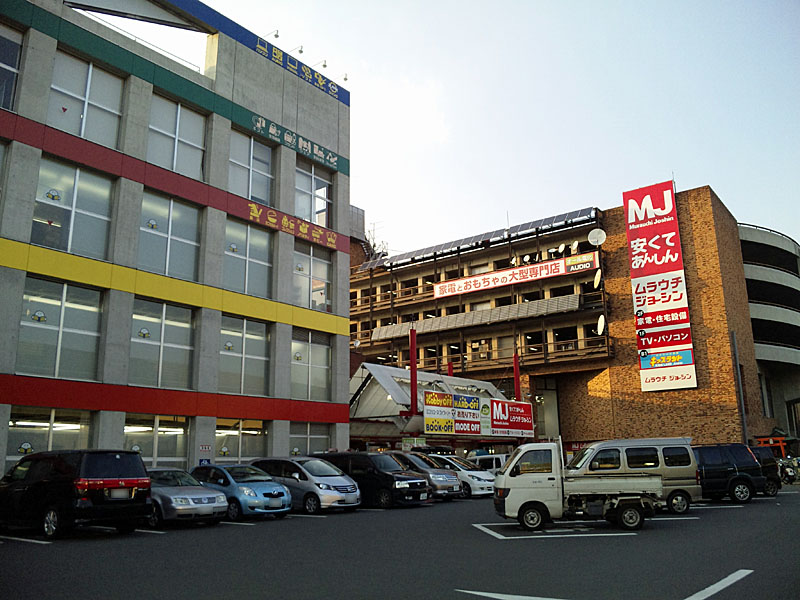
ムラウチジョーシン（右）。以前は左側の建物もムラウチ電気の店舗であったが、ムラウチジョーシンのオープンとともにゼロエミッションが運営するムラウチエコ村となった

株式会社ムラウチは、東京都八王子市を拠点に展開した日本の家電販売業者。八王子に店舗を構えた株式会社ムラウチ電気と、インターネット通販事業及びインターネットメディア事業の株式会社ムラウチドットコムは同じ祖業だが、現在は別会社である。同じ八王子市に本社と本店を置く村内ファニチャーアクセスは、両創業者が兄弟の血縁以外は関係がない。

## 沿革
前身の有限会社村内テレビは、NHKの本放送開始から間もない1953年2月28日にテレビ受像器の製造小売会社として設立された。数年後に自社製テレビの製造を断念して東芝傘下のテレビ受像器の販売会社となった。
1962年に有限会社村内テレビからムラウチへ商号変更し、1966年8月に株式会社ムラウチが発足した。
2000年にEC事業本部を開設し、インターネット通販を展開する総合大型オンラインストアとしてムラウチドットコム (murauchi.com) を開始した。楽天市場の「ムラウチ楽天市場店」、Yahoo!ショッピングの「murauchi.co.jp」も経営する。ムラウチドットコムは株式会社ムラウチドットコムとして、2005年4月にムラウチから独立した。インターネットメディア事業として2004年11月にブログポータルサイト「にほんブログ村」、2013年6月にブログサービス「muragon（ムラゴン）」、2023年6月にブログをみるスマホアプリ「ブログみる」、それぞれを開始した。
ムラウチの子会社でムラウチの専務村内忠壽が1997年に設立したハードオフなどを運営する株式会社ゼロエミッションが、2009年1月に新会社のムラウチ電気を設立して株式会社ムラウチの家電小売事業を継承する。ムラウチ電気は上新電機とFC契約を結び、2009年4月4日に「ムラウチジョーシン八王子本店」として開業して2017年2月26日に閉店した。跡地で2017年4月1日にゼロエミッションが運営するエコタウン八王子大和田店が改装して増床した。
ムラウチ電気と上新電機のFC契約は継続し、ムラウチジョーシン八王子本店の住宅設備館をムラウチホビーへ移管し、2017年4月7日にムラウチリフォーム八王子店として開業した。
ムラウチ電気は解散して2017年8月16日に清算結了した。
過去にムラウチの店舗は羽村店・立川店・あきるの店などの支店があったが、いずれも閉店しゼロエミッションが運営するリサイクルショップへ転換した。
代表取締役の永長大貴は、父方祖父が株式会社ムラウチ創業者村内村雄、母方祖父が第一家庭電器創業者永長佐京である。ムラウチドットコム社長の村内伸弘は従兄弟にあたる。

## 閉店した店舗
- ムラウチ電気八王子本店（八王子市大和田町5丁目24-14）- 2009年2月28日閉店。
- ムラウチジョーシン八王子本店 - 2009年4月4日開店、2017年2月26日閉店。現在はゼロエミッション運営エコタウン八王子大和田店。
- ムラウチ電気立川店（立川市西砂町2丁目55-1）- 1994年10月開店、1999年3月28日閉店。現在はゼロエミッション運営ハードオフ・ホビーオフ・オフハウス立川西砂店。
- ムラウチ電気羽村店（羽村市神明台1丁目3-8）- 1993年3月開店、2002年3月24日閉店。現在はゼロエミッション運営ホビーオフ羽村店。
- ムラウチ電気あきる野店（あきる野市秋川2丁目18-6）- 1996年3月開店、2008年7月31日閉店。現在はゼロエミッション運営オフハウスあきる野店。

## グループ会社
- 株式会社ゼロエミッション - 株式会社ムラウチの元グループ会社。2000年に離脱。
  - 株式会社ムラウチ電気
- 株式会社ムラウチホビー - 株式会社ムラウチのグループ会社。
- 株式会社ムラウチネットワーク - 株式会社ムラウチの元グループ会社。2001年に離脱。